# BAFTA Scotland
Pour les articles homonymes, voir BAFTA (homonymie).
La BAFTA Écosse (BAFTA Scotland) est l'organisation nationale écossaise de la British Academy of Film and Television Arts (BAFTA). Créée en 1997, elle organise chaque année une cérémonie qui récompense la réussite par des professionnels du cinéma ou de la télévision écossaise.
La BAFTA Scotland est séparée de la BAFTA, bien que les films ou émissions présentées ou reconnues par la BAFTA Scotland puissent également figurer aux British Academy Film ou Television Awards.

## Prix décernés par la BAFTA Scotland
Généralement appelés BAFTA Scotland Awards, les prix décernés par l'Académie écossaise se sont successivement intitulés New Talent Awards (de 1998 à 2002) puis BAFTA Scotland Awards (de 2004 à 2006)
Depuis 2007, les BAFTA Scotland Awards sont sponsorisés par la banque Lloyds TSB, et ont été renommés Lloyds TSB BAFTA Scotland Awards. Par ailleurs, cette nouvelle appellation a permis de créer deux nouvelles cérémonies de récompenses, respectivement nommées New Talent Awards, récompensant les nouveaux talents au cinéma ou à la télévision, et Scottish Students on Screen, récompensant les étudiants pour leurs travaux dans le domaine du cinéma et de la télévision.

## BAFTA Scotland Awards par années
Les premières lignes de chaque catégories sont les vainqueurs des prix concernés.

### 1992
Meilleur divertissement (Best Entertainment)
- Rab C. Nesbitt - Colin Gilbert et Ian Pattison

Prix technique pour sa contribution au cinéma ou à la télévision (Craft Award for Outstanding Contribution to Film or Television)
- Colin Gilbert

### 1993
Meilleur film (Best Film)
- Soft Top Hard Shoulder - Richard Holmes

Meilleur acteur (Best Actor)
- Peter Capaldi dans Soft Top Hard Shoulder

### 1995
Meilleure série dramatique (Best Drama Series or Serial)
- Takin' Over the Asylum - David Blair, Donna Franceschild et Chris Parr
  - Cardiac Arrest - David Hayman, David Garnett, Jo Johnson, Morag Fullarton, Audrey Cooke et Peter Mullan

Meilleur acteur de série télévisée (Best Actor - TV)
- Robert Carlyle dans Cracker et Hamish Macbeth

Meilleure actrice de série télévisée (Best Actress - TV)
- Helen Baxendale dans Cardiac Arrest

### 1997
Meilleur film (Best Feature Film)
- Trainspotting - Andrew Macdonald (producteur), Danny Boyle (réalisateur) et John Hodge (scénariste)
  - Carla's Song - Sally Hibbin (productrice), Ken Loach (réalisateur) et Paul Laverty (scénariste)
  - La Dame de Windsor (Mrs Brown) - Sarah Curtis (productrice), John Madden (réalisateur) et Jeremy Brock (scénariste)

Meilleur acteur dans un film (Best Actor - Film)
- Ewan McGregor dans Trainspotting
  - Billy Connolly dans La Dame de Windsor
  - Robert Carlyle dans Trainspotting

Meilleure actrice dans un film (Best Actress - Film)
- Judi Dench dans La Dame de Windsor
  - Kelly Macdonald dans Trainspotting
  - Juliet Cadzow dans Upstate

Meilleur court-métrage (Best Short Film)
- Gasman - Gavin Emerson (producteur) et Lynne Ramsay (réalisatrice/scénariste)
  - California Sunshine - Gillian Berrie (producteur/scénariste) et David Mackenzie (réalisateur)
  - Hard Nut: A Love Story - Martin McCardie (productrice), Jim Twaddale (réalisateur) et Ed McCardie (scénariste)

Meilleur scénariste (Best Writer)
- Bryan Elsley dans The Crow Road (mini-série)
  - Gillies MacKinnon et Billy MacKinnon dans Small Faces
  - John Hodge dans Trainspotting

Meilleure série dramatique (Best Drama Series or Serial)
- The Crow Road - Gavin Millar, Bradley Adams et Bryan Elsley
  - A Mug's Game - David Blair, Catherine Wearing et Donna Franceschild
  - Cardiac Arrest - Audrey Cooke, Jo Johnson, Morag Fullarton, Peter Mullan, Paddy Higson et Jed Mercurio
  - Taggart - Marcus D.F. White, Robert Love et Glenn Chandler

Meilleur acteur dans une série télévisée (Best Actor - Television)
- Bill Paterson dans The Crow Road
  - Robert Carlyle dans Hamish Macbeth
  - Joe McFadden dans The Crow Road

Meilleure actrice dans une série télévisée (Best Actress - Television)
- Daniela Nardini dans This Life
  - Valerie Edmond dans The Crow Road
  - Helen Baxendale dans Truth or Dare

Meilleur programme d'informations (Best News Programme)
- Reporting Scotland - Atholl Duncan

Meilleur épisode dramatique (Best Single Drama)
- Truth or Dare - John Madden et Gareth Neame
  - McCallum pour l'épisode "The Key to My Heart" - Patrick Lau, Murray Ferguson et Stuart Hepburn
  - Ruffian Hearts - David Kane et Ian Madden

Meilleur programme de divertissement (Best Entertainment Programme)
- Rab C. Nesbitt - Colin Gilbert et Ian Pattison
- Space Cadets - Alan Clements et Hamish Hamilton
- World Tour of Australia - Steve Brown et Nobby Clark

Meilleur programme "Special Interest" (Best Special Interest Programme)
- Scottish Passport - Julie Grant et Alan Jenkins

Meilleur programme ou film pour enfants (Best Special Interest Programme)
- Art Attack - Tim Edmunds et Neil Buchanan

Meilleur programme extérieur (Best Outside Broadcast)
- Words with Wark pour "Election '97" - Alan Clements et Don Coutts

The Herald Award du meilleur présentateur (The Herald Award for Best TV Presenter)
- Kirsty Wark dans Words with Wark
  - Carol Smillie dans Changing Rooms
  - Sheena McDonald dans McLibel!

Prix technique pour sa contribution au cinéma ou à la télévision (Craft Award for Outstanding Contribution to Film or Television)
- Michael Coulter (directeur de photographie)

### 1998
Meilleur production (Best Production)
- Swimming with the Tiger - Linda Fraser (productrice), Ken Aiken (réalisateur/scénariste)
  - Roses of Picardy - Stephen Bennett (producteur), Steven Mochrie (réalisateur) et Jane Livingstone (scénariste)
  - Wee Three - Aimara Reques (producteur), Matt Hulse (réalisateur/scénariste)

Meilleur réalisateur (Best Director)
- Jim Le Fevre pour The Little Princess' Birthday Party
  - Shiona McCubbin pour How High the Castle Walls
  - Alisdair MacLean pour Mac

Meilleure prestation  (Best Performance)
- James Young dans Pan Fried
  - James Kelly dans Smashing Kevin
  - Joel Strachan dans Swimming with the Tiger

Meilleur compositeur (Best Composer)
- Andrew Cruikshank pour Ruby
  - Robert Henderson pour Elizabeth Rex
  - Craig Barrett et Fran Walker pour The Arrangement

Meilleur scénariste (Best Writer)
- Jane Livingstone pour Roses of Picardy
  - Justin Molotnikov pour Pan-Fried
  - Alisdair MacLean pour Mac

Meilleur producteur (Best Producteur)
- Linda Fraser pour Swimming with the Tiger
  - Aimara Reques pour Wee Three
  - Wendy Griffin pour First It's Dark

Meilleur technicien (Best Technician)
- Han Ter Park (animation) pour Lines
  - Martin Radich (photographie) pour Simbo
  - Stephen Murray (effets spéciaux) pour Horsehair

The KODAK Prize
1. Gasman - Gavin Emerson (producteur), Lynne Ramsay (réalisatrice/scénariste)
2. Little Sisters - Nic Murison (producteur), Andy Goddard (réalisateur/scénariste)
3. Home - Hannah Lewis (producteur), Morag McKinnon (réalisateur) et Colin McLaren (scénariste)

Prix spécial (Best Achievement - A Special Prize)
- Wee Three - Aimara Reques (producteur), Matt Hulse (réalisateur/scénariste)

### 2000
Meilleur drame (Best Drama)
- One Life Stand - Karen M. Smyth (producteur), May Miles Thomas (réalisateur/scénariste)

Meilleure prestation  au cinéma (Best Film Performance)
- Maureen Carr dans One Life Stand
  - Heather Keenan dans Daddy's Girl
  - Tarek Hamad dans Who's My Favourite Girl?

Meilleur réalisateur au cinéma (Best Director (Film))
- May Miles Thomas pour One Life Stand
  - Steven Morrison pour Frog
  - Dalziel & Scullion pour The Pressure of Spring
  - Jackie Oudney pour Station

Meilleur producteur (Best Producer)
- Robbie Allen pour Tinsel Town
  - Karen Smyth pour One Life Stand
  - Gary Chippington pour Velvet Cabaret

Meilleur scénariste (Best Writer)
- May Miles Thomas pour One Life Stand
  - Janet Paisley pour Long Haul
  - Connell & Florence pour Velvet Cabaret

Meilleur court-métrage (Best Short Film)
- What Do Busy People Do All Day? - Becky Lloyd (producteur), Martin Morrison (réalisateur) et Mark Jenkins (scénariste)
  - Station - Becky Lloyd (producteur), Andy Goddard (réalisateur/scénariste)
  - Sub 18 - Helen Cooper, Vivienne Guiness (producteur), Jackie Oudney (réalisateur) et Helen Cooper (scénariste)

Meilleur documentaire (Best Documentary)
- How the Sea Was Salt - Campbell McAllister
  - The Green Man of Knowledge - Rachel Bevan-Baker
  - The Lonely Widow - John Gorman

Meilleure animation (Best Animation)
- Body and Soul - Kara Johnston (producteur/réalisateur)
  - I Am Boy - Jason E. Bowman (producteur), Mandy McIntosh (réalisateur)
  - Sub 18 - Helen Cooper, Vivienne Guiness (producteur), Jackie Oudney (réalisateur) et Helen Cooper (scénariste)

Meilleure production pour la télévision (Best TV Production)
- Coming Soon - Anna Campeau (productrice) et Annie Griffin (réalisatrice/scénariste)
  - I Saw You - Ewan Morrison (producteur), David Muir (réalisateur) et John Dingwall (scénariste)
  - Kings of the Wild Frontier - Gaynor Holmes (producteur), Andy Goddard (réalisateur) et Ian Rankin (scénariste)

Meilleur réalisateur à la télévision (Best Director (Television))
- Caroline Paterson pour Tinsel Town
  - Ewan Morrison pour I Saw You
  - Andy Goddard pour Kings of the Wild Frontier

Meilleure prestation à la télévision (Best Television Performance)
- Stuart Wilkinson pour Kings of the Wild Frontier
  - Kate Dickie pour Tinsel Town
  - Dawn Steele pour Tinsel Town
  - Gavin Mitchell, Julie Duncanson, Steven McNicoll et Mark McDonnell pour Velvet Cabaret

### 2002
Meilleur film (Best Feature Film)
- Shopping de nuit (Late Night Shopping) - Saul Metzstein

Meilleur acteur dans un film (Best Actor in a Feature Film)
- Martin Compston dans Sweet Sixteen

Meilleure actrice dans un film (Best Actress in a Feature Film)
- Kathleen McDermott dans Morvern Callar

Meilleur réalisateur au cinéma (Best Feature Film Director)
- Saul Metzstein pour Shopping de nuit (Late Night Shopping)

Meilleur technicien au cinéma (Best Feature Film Craft)
- Mike Gunn (décorateur) pour Shopping de nuit (Late Night Shopping)

Meilleur documentaire (Best Documentary)
- Ceiling Man - James Alcock

Meilleure animation (Best Animation)
- Nightwindows - Anwyn Beier

Meilleur court-métrage (Best Short Film)
- Wish - Rene Mohandas

Meilleure prestation dans un court-métrage (Best Short Film Performance)
- Amrik Singh dans Manji

Meilleur réalisateur de court-métrage (Best Short Film Director)
- Angela M. Murray pour The Choir

Meilleur scénario de court-métrage (Best Short Film Screenplay)
- Becky Brazil pour Best Man

Meilleur technicien pour un court-métrage ou à la télévision (Best Short Film & Television Craft)
- Max Berman (décorateur) pour The Choir

Meilleur divertissement/comédie à la télévision (Best Television Entertainment/Comedy)
- The Book Group

Meilleur drame à la télévision (Best Television Drama)
- The Practicality of Magnolia

Meilleur scénario à la télévision (Best Television Screenplay)
- Richard Smith dans Leonard

Meilleure prestation à la télévision (Best Television Performance)
- Rory McCann dans The Book Group

Meilleur présentateur à la télévision (Best TV Presenter)
- Julyan Sinclair dans Scottish Television

Outstanding Achievement Award
- Gillian Berrie

### 2004

#### Nouveaux talents
Meilleur premier travail (Best New Work)
- Six Hours of Daylight

Meilleure première prestation (Best First Time Performance)
- Paula Sage dans AfterLife
  - Jack McElhone dans Dear Frankie

Meilleur premier scénario (Best New Screenplay)
- Neil Jack pour The Tree Officer

Meilleur réalisateur pour un premier film (Best First Time Director)
- Bernard MacLaverty pour Bye-Child

#### Cinéma
Meilleur film (Best Film)
- Young Adam - David Mackenzie

Meilleur acteur dans un film écossais (Best Actor in a Scottish Film)
- Ewan McGregor dans Young Adam
  - Kevin McKidd dans 16 Years of Alcohol
  - Ian Hart dans Blind Flight
  - Linus Roache dans Blind Flight

Meilleure actrice dans un film écossais (Best Actress in a Scottish Film)
- Tilda Swinton dans Young Adam
  - Eva Birthistle dans Ae Fond Kiss...

Meilleur réalisateur (Best Director)
- David Mackenzie pour Young Adam
  - Richard Jobson pour 16 Years of Alcohol
  - Shona Auerbach pour Dear Frankie

Meilleur scénario (Best Screenplay)
- Sergio Casci pour American Cousins
  - AfterLife pour Andrea Gibb

Meilleur court-métrage (Best Short Film)
- Tumshie McFadgen's Bid for Ultimate Bliss - Simon Hynd

Meilleur documentaire (Best Documentary)
- Touch the Sound: A Sound Journey with Evelyn Glennie - Thomas Riedelsheimer

Meilleure animation (Best Animation)
- The Tree Officer
  - Rogue Farm

Audience Award
- American Cousins - Don Coutts

Outstanding Achievement Award
- Brian Cox

#### Télévision
Meilleur programme documentaire (Best Documentary Program)
- Wide Angle - David Peat

Meilleur programme d'informations (Best News and Current Affairs)
- Security Wars - Frontline Scotland

Meilleur programme d'actualités (Best Factual Program)
- Chancers

Meilleur programme en gaélique (Best Gaelic Program)
- Eòrpa

Meilleur programme pour enfants (Best Children's Program)
- Shoebox Zoo - Claire Mundell

Meilleur programme de divertissement (Best Entertainment Program)
- Still Game - Ford Kiernan et Greg Hemphill

Meilleur programme dramatique (Best Drama Program)
- High Times - David McKay et Justin Molotnikov

Contribution spéciale à la télévision écossaise (Special Contribution to Scottish Broadcasting)
- John McCormick

### 2005

#### Nouveaux talents
Meilleur nouveau travail (Best New Work)
- Can't Stop Breathing - Amy Neil
  - The Grandparents - Ioana Joca

Meilleur réalisateur pour un premier film (Best First Time Director)
- Samir Mehanovic pour Kako smo se igrali
  - Ioana Joca pour The Grandparents
  - Andrew Tullis pour The Man Who Captured Nessie
  - Andrew T. Henderson pour The Rest Is Silence

Meilleure première prestation (Best First Time Performance)
- Kellyanne Farquhar dans Monarch of the Glen
  - Michelle Duncan (en) dans Classé Surnaturel
  - Tammy Arnold dans Sweetie

Meilleur premier scénario (Best New Screenplay)
- Rae Brunton pour Coming Up

#### Cinéma
Meilleur film (Best Film)
- On a Clear Day - Gaby Dellal
  - A Woman in Winter - Richard Jobson
  - Festival - Annie Griffin

Meilleur acteur dans un film écossais (Best Actor in a Scottish Film)
- Chris O'Dowd dans Festival
  - Stephen Mangan dans Festival

Meilleure actrice dans un film écossais (Best Actress in a Scottish Film)
- Shirley Henderson dans Frozen
  - Daniela Nardini dans Festival

Meilleur réalisateur (Best Director)
- Annie Griffin pour Festival
  - Richard Jobson pour A Woman in Winter
  - Gaby Dellal pour On a Clear Day

Meilleur scénario (Best Screenplay)
- Alex Rose pour On a Clear Day
  - Annie Griffin pour Festival
  - Jack Dickson et Adrian Mead pour Night People

Meilleur court-métrage (Best Short Film)
- Dupe - Chris Waitt
  - Cotopaxi - Zachariah Copping
  - Vagabond Shoes - Jackie Oudney

Meilleure animation (Best Animation)
- Cannonman
  - The True Story of Sawney Beane

Audience Award
- Night People - Adrian Mead
  - A Woman in Winter - Richard Jobson
  - Festival - Annie Griffin
  - Frozen - Juliet McKoen
  - GamerZ - Robbie Fraser
  - On a Clear Day - Gaby Dellal

Outstanding Achievement Award
- Iain Smith

#### Télévision
Meilleur documentaire à la télévision (Best Documentary - Television)
- The Fighting McIlroys
  - The Gathering Place
  - The Gospel Truth
  - This Scotland: Heavy Metal Jr.

Meilleur programme d'actualités (Best Factual Programme)
- Location, Location, Location
  - Days That Shook the World
  - Map Man
  - Michael Palin and the Mystery of Hammershøi

Meilleur programme pour enfants (Best Children's Programme)
- Balamory
- Shoebox Zoo
- Greeks

Meilleur programme de divertissement (Best Entertainment Programme)
- Still Game
  - Comedy Connections
  - Meet the Magoons: Monty Pythons Flying Circus

Meilleur programme dramatique (Best Drama Programme)
- Classé Surnaturel
  - Monarch of the Glen
  - Taggart

Meilleur programme en gaélique (Best Gaelic Programme)
- Eòrpa: Arandora Star
  - Colin & Cumberland
  - Sugh an Eorna

Meilleur programme d'informations (Best News & Current Affairs Programme)
- Home Truths: The Real Cost of Care - Frontline Scotland
  - Reporting Scotland
  - Panorama

Contribution spéciale à la télévision écossaise (Special Contribution to Scottish Broadcasting)
- Bill McLaren, Arthur Montford et Archie Macpherson

### 2006

#### Nouveaux talents
Meilleur nouveau travail (Best New Work)
- Hikikomori - Paul Wright
  - The Big Forever - Robert Glassford et Timo Langer
  - Fritz - Jamie Stone

Meilleur réalisateur pour un premier film (Best First Time Director)
- Yulia Mahr pour Drowning
  - William Andrews pour Tank Commander
  - Hazel Baillie pour The Truth About Tooth

Meilleure première prestation (Best First Time Performance)
- Bryan Larkin dans Scene
  - Farren Morgan pour Hikikomori
  - Samantha Young pour Mono

Meilleur premier scénario (Best New Screenplay)
- Simon Grohe pour Run, Tony Run!
  - Yulia Mahr pour Drowning
  - Paul Wright pour Hikikomori

#### Cinéma
Meilleur film (Best Film)
- Red Road - Andrea Arnold
  - The Flying Scotsman - Douglas Mackinnon
  - Ture North - Steve Hudson

Meilleur acteur dans un film écossais (Best Actor in a Scottish Film)
- Tony Curran dans Red Road
  - Jonny Lee Miller dans The Flying Scotsman
  - Martin Compston dans True North

Meilleure actrice dans un film écossais (Best Actress in a Scottish Film)
- Kate Dickie dans Red Road
  - Laura Fraser dans The Flying Scotsman

Meilleur réalisateur (Best Director)
- Andrea Arnold pour Red Road
  - Douglas Mackinnon pour The Flying Scotsman
  - Steve Hudson pour True North

Meilleur scénario (Best Screenplay)
- Andrea Arnold pour Red Road
  - John Brown, Declan Hughes et Simon Rose pour The Flying Scotsman
  - Steve Hudson pour True North

Meilleur court-métrage (The Russell Hunter Award for Best Short Film)
- Tracks - Martin Smith
  - Laid Off - Zam Salim
  - Trout - Johnny Barrington

Meilleure animation (Best Animation)
- Fetch
  - Hyperboy Justice Go
  - Metalosis Maligna

Prix technique pour sa contribution au cinéma ou à la télévision (The Robert McCann Award for Craft)
- Andy Harris (créateur de décors)

Outstanding Achievement in Film
- Janet McBain (conservateur de la Scottish Screen Archive)

#### Télévision
Meilleure prestation à la télévision (Best Television Performance)
- Paul Riley dans Still Game
  - Barry Jones et Stuart MacLeod dans Tricks from the Bible

Meilleur programme d'informations (Best News & Current Affairs Program)
- Arlene Fraser Murder Trial: The Missing Evidence - Frontline Scotland
  - Reporting Scotland
  - The Tommy Sheridan Trial - Sex, Lies and Socialism

Meilleur programme d'actualités (Best Factual Program)
- My Childhood - John Leslie
  - Nazi Hate Rock
  - You can't Fire me, I'm Famous - Ozzy Osbourne

Meilleur programme documentaire (Best Documentary Program)
- Root of all Evil - The Virus of Faith
  - Happy Birthday Broons!
  - Sheriff Court

Meilleur programme pour enfants (Best Children's Program)
- Uncle Dad
- The KNTV Show
- Raven

Meilleur programme de divertissement (Best Entertainment Program)
- Dear Green Place
  - Mechannibals
  - Bruce Goes Dancing

Meilleur programme dramatique (Best Drama Program)
- Low Winter Sun
  - Rebus
  - River City

Audience Award (programme le plus populaire)
- Still Game
  - Chewin' the Fat
  - Location, Location, Location
  - Rebus
  - River City
  - Taggart

Contribution spéciale à la télévision écossaise (Special Contribution to Scottish Broadcasting)
- Taggart

### 2007

#### Cinéma
Meilleur film (Best Feature Film)
- Le Dernier Roi d'Écosse (Last King of Scotland) - Kevin Macdonald
  - Seachd - The Inaccessible Pinnacle - Simon Miller
  - Hallam Foe - David Mackenzie

Meilleur acteur (Best Actor)
- James McAvoy dans Le Dernier Roi d'Écosse (Last King of Scotland)
  - Jamie Bell dans Hallam Foe
  - Aonghas Padraig Caimbeul dans Seachd - The Inaccessible Pinnacle

Meilleure actrice (Best Actress)
- Sophia Myles dans Hallam Foe

Meilleur scénario (Best Screenplay)
- Peter Morgan et Jeremy Brock pour Le Dernier Roi d'Écosse (Last King of Scotland)
  - Simon Miller, Jo Cockwell, Ishbel T MacDonald, Iain F MacLeod et Aonghas MacNeacail pour Seachd - The Inaccessible Pinnacle
  - Ed Whitmore et David Mackenzie pour Hallam Foe

Meilleur court-métrage (Best Short Film)
- Losing Myself: Annie - Alice Nelson
  - Breadmakers - Yasmin Fedda
  - Butterfly - Yulia Mahr

Meilleure animation (Best Animation)
- Potapych - The Bear who loved Vodka - Darren Price
  - Haunted Hogmanay - Neil Jack
  - Two Dreams - Anders Jedenfors et Jamie Stone

#### Télévision
Meilleur programme d'informations (Best News & Current Affairs Programme)
- Did Your Vote Count
  - The Kriss Donald Murder - Frontline Scotland
  - Scotland Today: Election Special

Meilleur documentaire (Best Documentary)
- Black Watch - A Soldier's Story
  - Life's Too Short
  - Stephen Fry: HIV & Me

Meilleur programme d'actualités (Best Factual Entertainment)
- Mountain
  - Great British Journeys
  - Robbie Coltrane - B Road Britain
  - Shrink Rap
  - Timewatch: The Last Duel

Meilleur programme pour enfants (Best Children's Programme)
- Nina & The Neurons
- KNTV
- Whizz Whizz Bang Bang

Meilleur programme de divertissement (Best Comedy or Entertainment Programme)
- Blowout
  - Dear Green Place
  - Still Game

Meilleur programme dramatique (Best Drama Programme)
- Rebus
  - Wedding Belles
  - Consenting Adults

Meilleur scénario pour la télévision (Best Writing - TV)
- Julian Mitchell pour Consenting Adults
  - Ford Kiernan et Greg Hemphill pour Still Game
  - Dean Cavanagh et Irvine Welsh pour Wedding Belles

Meilleur acteur à la télévision (Best Actor - TV)
- Sean Biggerstaff dans Consenting Adults
  - Sanjeev Kohli dans Still Game
  - Bill Paterson dans Classé Surnaturel

Meilleure actrice à la télévision (Best Actress - TV)
- Jane McCarry dans Still Game
  - Michelle Gomez dans Wedding Belles

#### Prix spéciaux
Contribution spéciale à la télévision écossaise (Special Contribution to Scottish Broadcasting)
- Mary Marquis

Contribution spéciale au cinéma écossais (Special Contribution to Scottish Film)
- Eddie McConnell

BAFTA Scotland Award for Craft (In Memory of Robert McCann)
- Libbie Barr

Outstanding International Contribution
- Craig Armstrong

The Lloyds TSB Scotland Award du programme de télévision le plus populaire (The Lloyds TSB Scotland Awards for Most Popular Television Programme)
- Still Game

### 2009

#### The Lloyds TSB BAFTA Scotland Awards
Cérémonie le 9 novembre 2009.

### 2011
Meilleur long métrage  (Best Feature Film)
- Perfect Sense

Film écossais préféré (Favourite Scottish Film)
- Perfect Sense

Meilleur réalisateur (Best Director) 
- David Mackenzie pour Perfect Sense

Meilleure émission de divertissement (Best Entertainment Programme)
- Limmy's Show - Brian Limond
  - Burnistoun - Iain Davidson
  - Rab C Nesbitt - Colin Gilbert

### 2013
Meilleure émission de divertissement/comédie (Best Comedy/Entertainment Programme)
- Limmy's Show - Brian Limond, Rab Christie, Jacqueline Sinclair
  - Bob Servant Independant - Owen Bell, Neil Forsyth, Simon Hynd
  - Mrs Brown's Boys - Ben Kellett, Stephen McCrum, Brendan O'Carroll